# 鞍山市 (中华人民共和国直辖市)
鞍山直辖市，中华人民共和国已撤消的直辖市。
1949年時，中國大陸共設有12個直轄市，分別為：南京、上海、武汉（今武汉三镇）、鞍山、撫順、瀋陽、本溪、西安、北平（今北京）、天津、重慶、廣州，除北平及天津外，皆為大行政區代管。
1952年11月15日，鞍山、撫順、瀋陽、本溪等组建辽宁省，鞍山成为省轄市，1954年，旅大市也并入辽宁省。